# Robert Klein
Pour les articles homonymes, voir Robert Klein (historien de l'art) et Klein.
Robert Klein est un acteur, scénariste, compositeur, producteur et réalisateur américain, né le 8 février 1942 à New York (New York).

## Filmographie

### Comme acteur
- 1970 : Le Propriétaire (The Landlord) de Hal Ashby : Peter Coots
- 1970 : Comedy Tonight (série TV) : Host
- 1970 : La Chouette et le Pussycat (The Owl and the Pussycat) : Barney
- 1971 : The Pursuit of Happiness de Robert Mulligan : Melvin Laswer
- 1972 : Rivals : Peter
- 1975 : Le Gitan
- 1976 : Comme un boomerang : Lezsin
- 1977 : Le Gang
- 1977 : A Secret Space : Rebbe
- 1978 : La Fureur du danger (Hooper) : Roger Deal
- 1979 : New Generation
- 1979 : La Cloche de détresse (The Bell Jar) : Lenny
- 1980 : Steve Martin: All Commercials (TV)
- 1981 : Nobody's Perfekt : Walter
- 1982 : La Dernière Licorne de Jules Bass et Arthur Rankin Jr. : Le Papillon (voix)
- 1983 : Your Place... or Mine (TV) : Nick
- 1984 : Table Settings (TV)
- 1984 : Pajama Tops (TV) : Lenny Jolie-Jolie
- 1984 : Summer Switch (TV) : Bill Andrews
- 1985 : Graine de canaille (en) (Poison Ivy) (TV) : Big Irv' Klopper
- 1985 : This Wife for Hire (TV) : Alan Harper
- 1985 : Les Murs de verre (Walls of Glass)
- 1985 : La Cinquième Dimension : Bill
- 1988 : Dangerous Curves : Bam Bam
- 1990 : Darkside, les contes de la nuit noire (Tales from the Darkside: The Movie) de John Harrison : Wyatt (segment « Lover's Vow »)
- 1991 : Mike Mulligan and His Steamshovel : Narrator
- 1991 : Les Sœurs Reed (Sisters) (série TV) : Albert 'Big Al' Barker
- 1994 : Wanderer (TV) : Jonah
- 1994 : Radioland Murders : Father Writer
- 1994 : Joyeux Noël (Mixed Nuts) : Mr. Lobel
- 1995 : Jeffrey : Skip Winkley
- 1995 : Clarissa (TV) : Hugh Hamilton
- 1996 : Un beau jour (One Fine Day) : Dr Martin
- 1998 : Tueuse d'élite (The Contract) : Jackson
- 1998 : Et plus si affinités (Next Stop Wonderland) : Arty Lesser
- 1998 : Primary Colors : Norman Asher
- 1999 : Suits (en) d'Éric Weber : Tom Cranston
- 1999 : Goosed : Dad / Mel
- 2000 : Labor Pains de Tracy Alexson : David Raymond
- 2000 : From Where I Sit (TV) : Lenny
- 2001 : The Safety of Objects : Howard Gold
- 2001 : Piñero : Doctor
- 2001 : Bob Patterson (série TV) : Landau
- 2002 : Autour de Lucy (I'm with Lucy) : Dr Mort Zalkind
- 2002 : Influences (People I Know) : Dr Sandy Napier
- 2002 : L'Amour sans préavis (Two Weeks Notice) : Larry Kelson
- 2003 : Comment se faire larguer en dix leçons (How to Lose a Guy in 10 Days) de Donald Petrie : Phillip Warren
- 2006 : Ira and Abby (en) de Robert Cary : Seymour Black
- 2010 : Le Plan B

### Comme scénariste
- 1988 : An All-Star Toast to the Improv (vidéo)
- 2000 : Child in His 50's (TV)

### Comme compositeur
- 2000 : Child in His 50's (TV)
- 2005 : Robert Klein: The Amorous Busboy of Decatur Avenue (TV)

### Comme producteur
- 2005 : Robert Klein: The Amorous Busboy of Decatur Avenue (TV)

### Comme réalisateur
- 2000 : Child in His 50's (TV)